# 孙武 (电视剧)
《孙武》是中国於1997年播出，由中国中央电视台製作的电视剧，共20集，张中一、孙彦军导演，由电视剧《三国演义》的主要演員孙彦军、陆树铭、李靖飞、吴晓东、张甲田和谢兰主要演出。

## 演员表
- 孙彦军 饰 孙武
- 陆树铭 饰 伍子胥
- 李靖飞 饰 夫概
- 吴晓东 饰 夫差
- 张甲田 饰 吴王阖闾
- 谢兰 饰 漪萝
- 袁枚 饰 帛女（孙武夫人）
- 鲍国安 饰 吴王僚
- 王劲松 饰 终累
- 王劲松 饰 要离
- 沈琳 饰 皿妃（吴王阖闾的宠妃，漪萝的姐姐）
- 李金祥 饰 囊瓦
- 赵健 饰 公孙尼子
- 马忠孝 饰 田狄
- 玉中 饰 颉乙
- 张燕 饰 申包胥
- 董骥 饰 老君常
- 郑青山 饰 鉴之
- 周璐 饰 眉妃
- 王昌娥 饰 阿婧
- 周继伟 饰 孔子